# Michal Hrazdíra
Michal Hrazdíra (ur. 21 października 1985 w Igławie) – czeski siatkarz występujący na pozycji przyjmującego, reprezentant kraju. Obecnie jest zawodnikiem czeskiego zespołu Volejbal Brno.

## Kluby
- –2001:  Velké Meziříčí
- 2001–2007:  JMP Volejbal Brno
- 2007–2008:  Aon hotVolleys Wiedeń
- 2008–2009:  Bassano Volley
- 2009–2010:  Edillesse Cavriago
- 2010–2011:  Tytan AZS Częstochowa
- 2011–2012:  NGM Mobile Santa Croce
- 2012–2013:  Volley Milano
- 2013–2014:  ASUL Lyon Volley
- 2014–2015:  Caffè Aiello Corigliano
- 2015–    :  Volejbal Brno

## Sukcesy
- 2008  - mistrzostwo Austrii